# 诺福克公爵
诺福克公爵（英語：Duke of Norfolk），英格蘭貴族爵位兼阿倫德爾伯爵。諾福克公爵兼世袭英国纹章院院长一职。诺福克公爵的封地是在萨塞克斯郡的阿伦德尔城堡（Arundel Castle），虽然名称是指诺福克郡。现任公爵是第十八代諾福克公爵愛德華·菲茨蘭-霍華德。历代公爵历来信奉罗马天主教。

## 历史

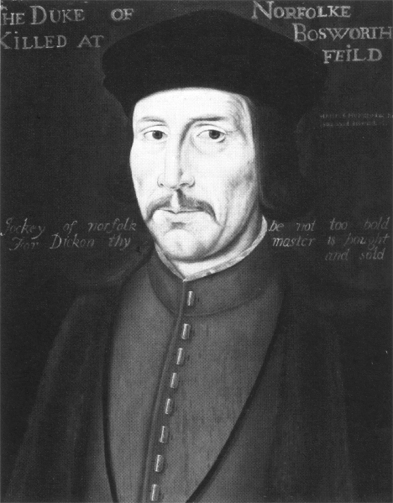
第一代诺福克公爵约翰·霍华德

诺福克公爵原为诺福克伯爵，始于诺曼第的罗杰·毕格德（英語：Roger Bigod，死于1107年）。他的男性继承人终止于第5代诺福克伯爵，他死于1307年，因此他的爵位被王室收回。1312年爱德华二世授予他的异母兄弟布拉泽顿的托马斯诺福克伯爵爵位，托马斯得到英格兰、威尔斯和爱尔兰的大片采邑。伯爵由他的女儿玛格丽特和玛格丽特的孙子湯瑪斯·莫布雷（英語：Thomas Mowbray）继承。
1397年理查二世授予莫布雷「諾福克公爵」爵位，賦予他原本歸屬於諾福克伯爵的遗產、采邑和頭銜（包括英国纹章院院长）。他年迈的祖母玛格丽特还活着，因此她还顶着诺福克女公爵的头衔过完一生。
在1397年和1476年之间，莫布雷家族拥有诺福克公爵的爵位和采邑。第四代公爵约翰·莫布雷（英語：John Mowbray）1476年去世，男性继承人断绝。他唯一幸存的孩子——3岁的安妮·莫布雷（英語：Anne Mowbray），在5岁时就被安排嫁给了爱德华四世4岁大的儿子约克公爵理查，安妮在8岁去世。
按照结婚的安排，理查将继承莫布雷家族的土地和财富，并兼诺福克公爵。然而爱德华四世去世后，婚姻合法性引起争议，这表明早婚出现在爱德华四世时期。他的哥哥爱德华即位，被宣布为非法，理查后和他的哥哥爱德华五世被囚困在伦敦塔内，不久死去，从而结束了他对约克和诺福克公爵的拥有权。
由于支持理查三世夺得王位，湯瑪斯·莫布雷的女兒玛格丽特之子约翰·霍华德於1483年被授于诺福克公爵，这是这个头衔的第三次授封。从他到至今，这个头衔仍掌握在约翰·霍华德后裔的手中。
现任诺福克公爵爱德华·菲茨蘭-霍华德于2002年继承他父亲米尔斯·菲茨蘭-霍华德。

## 徽章
諾福克公爵徽章包含了5個不同的部份: the arms (or shield), the crest(s), the supporters, the motto, and the batons of the Earl Marshal. Each will be addressed in turn:

## 歷任的諾福克公爵

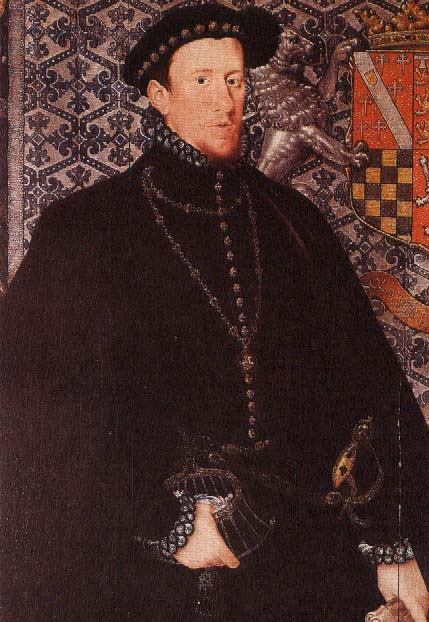
湯瑪斯·霍華德, 第四任諾福克公爵

### 諾福克公爵，第一次授封（1397年）
- 托马斯·德·莫布雷，第一代諾福克公爵（1365年-1399年，1399年喪失爵位）
- 玛格丽特·曼尼，诺福克女公爵（約1320年-1398年，合法的诺福克女伯爵和第一代公爵的祖母，1397年被封为诺福克终身女公爵）
- 约翰·德·莫布雷，第二代諾福克公爵（1392年-1432年，1425年恢復爵位）
- 约翰·德·莫布雷，第三代諾福克公爵（1415年-1461年）
- 约翰·德·莫布雷，第四代諾福克公爵（1444年-1476年）

### 諾福克公爵，第二次授封（1481年）
- 什鲁斯伯里的理查，第一代約克公爵與第一代諾福克公爵（1473年-1483年）

### 諾福克公爵，第三次授封（1483年）
- 約翰·霍華德，第一代諾福克公爵（1430年-1485年，1485年喪失爵位）
- 托馬斯·霍華德，第二代諾福克公爵（1443年-1524年，1514年恢復爵位）
- 托馬斯·霍華德，第三代諾福克公爵（1473年-1554年，1547年喪失爵位，1553年恢復爵位）
- 托馬斯·霍華德，第四代諾福克公爵（1536年-1572年，1572年喪失爵位）
- 托馬斯·霍華德，第五代諾福克公爵（英语：Thomas Howard, 5th Duke of Norfolk）（1627年-1677年，1660年恢復爵位）
- 亨利·霍華德，第六代諾福克公爵（英语：Henry Howard, 6th Duke of Norfolk）（1628年-1684年）
- 亨利·霍華德，第七代諾福克公爵（英语：Henry Howard, 7th Duke of Norfolk） (1655年-1701年）
- 托馬斯·霍華德，第八代諾福克公爵（英语：Thomas Howard, 8th Duke of Norfolk）（1683年-1732年）
- 愛德華·霍華德，第九代諾福克公爵（英语：Edward Howard, 9th Duke of Norfolk）（1685年-1777年）
- 查爾斯·霍華德，第十代諾福克公爵（英语：Charles Howard, 10th Duke of Norfolk）（1720年-1786年）
- 查爾斯·霍華德，第十一代諾福克公爵（英语：Charles Howard, 11th Duke of Norfolk）（1746年-1815年）
- 伯納·愛德華·菲查倫-霍華德，第十二代諾福克公爵（英语：Bernard Howard, 12th Duke of Norfolk）（1765年-1842年）
- 亨利·查爾斯·菲查倫-霍華德，第十三代諾福克公爵（英语：Henry Howard, 13th Duke of Norfolk）（1791年-1856年）
- 亨利·葛蘭佛·菲查倫-霍華德，第十四代諾福克公爵（英语：Henry Fitzalan-Howard, 14th Duke of Norfolk）（1815年-1860年）
- 亨利·菲查倫-霍華德，第十五代諾福克公爵（英语：Henry Fitzalan-Howard, 15th Duke of Norfolk）（1847年-1917年）
- 伯納·瑪瑪杜克·菲查倫-霍華德，第十六代諾福克公爵（英语：Bernard Fitzalan-Howard, 16th Duke of Norfolk）（1908年-1975年）
- 米爾·法蘭西斯·司塔布雷特·菲查倫-霍華德，第十七代諾福克公爵（英语：Miles Fitzalan-Howard, 17th Duke of Norfolk）（1915年-2002年）
- 愛德華·威廉·菲查倫-霍華德，第十八代諾福克公爵（生於1956年）
  - 亨利·米爾·菲查倫-霍華德，阿倫德爾與蘇里伯爵（英语：Henry Fitzalan-Howard, Earl of Arundel）（生於1987年，下一代的諾福克公爵）

## 嘉德騎士
曾經有很多任諾福克公爵擁有嘉德勋章.下面是曾經獲得嘉德勋章的諾福克公爵。

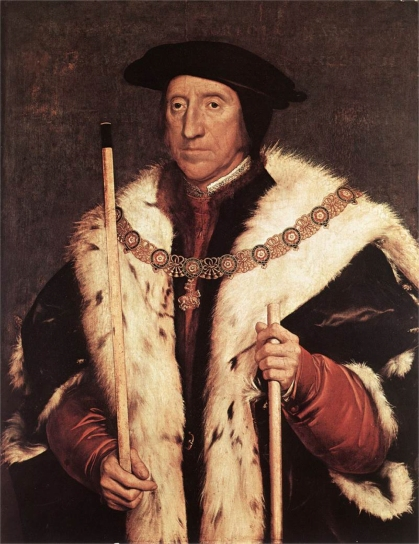
托马斯·霍华德，第三代诺福克公爵，英国纹章院院长

诺福克公爵纹章

- 1383年 - Thomas Mowbray, 1st Duke of Norfolk
- 1421年 - John Mowbray, 3rd Duke of Norfolk
- 1451年 - John Mowbray, 4th Duke of Norfolk
- 1472年 - 約翰·霍華德，第一代諾福克公爵
- 1510年 - 托馬斯·霍華德，第三代諾福克公爵
- 1559年 - 托馬斯·霍華德，第四代諾福克公爵; 在1572年遭到降級
- 1685年 - 亨利·霍華德，第七代諾福克公爵
- 1834年 - 伯納·愛德華·菲查倫-霍華德，第十二代諾福克公爵
- 1848年 - 亨利·查爾斯·菲查倫-霍華德，第十三代諾福克公爵
- 1886年 - 亨利·菲查倫-霍華德，第十五代諾福克公爵
- 1937年 - 伯納·瑪瑪杜克·菲查倫-霍華德，第十六代諾福克公爵
- 1983年 - 米爾·法蘭西斯·司塔布雷特·菲查倫-霍華德，第十七代諾福克公爵

## 延伸阅读
- Robinson, John Martin. The Dukes of Norfolk: A Quincentennial History. Oxford University Press, 1982.